# Ейрене
Ейрене, або S/2003 J 5 — нерегулярний супутник Юпітера.

## Відкриття
Відкритий у 2003 року Скотом С. Шепардом (англ. Scott S. Shepard) і групою астрономів з Гавайського університету.
20 серпня 2019 року супутнику було присвоєно назву Ейрене, на честь Ейрени — дочки Феміди і Зевса, богині миру з давньогрецької міфології.

## Орбіта
Супутник проходить повну орбіту навколо Юпітера на відстані приблизно 23 495 000 км. Сидеричний період обертання 758,341 земних діб. Орбіта має ексцентриситет ~0,307.
Супутник належить до 'Групи Карме', нерегулярних супутників в яких орбіти складають від 23 до 24 млн км від Юпітера, нахил орбіти приблизно 160 градусів.

## Фізичні характеристики
Супутник близько 4 кілометри діаметром, альбедо 0,04. Оцінена густина 2,6 г/см³.